# Lijst van presidenten van Zuid-Korea
Dit artikel bevat een lijst van presidenten van Zuid-Korea.

## Presidenten vanRepubliek Korea(1948–heden)
| Eerste Republiek |                                 |                                               |                                     |                                                   |            |                |
| Nr.              | President 제1공화국             | President 제1공화국                           | Ambtstermijn                        | Partij                                            | Partij     | Verkiezing     |
| 1                | Syngman Rhee                    | Syngman Rhee 이승만 (1875–1965)               | 24 juli 1948 – 27 april 1960        | Liberale Partij                                   |            | 1948           |
| 1                | Syngman Rhee                    | Syngman Rhee 이승만 (1875–1965)               | 24 juli 1948 – 27 april 1960        | Liberale Partij                                   | 1952       |                |
| 1                | Syngman Rhee                    | Syngman Rhee 이승만 (1875–1965)               | Afgetreden                          | Liberale Partij                                   | 1956       |                |
| [ 1 ]            | Heo Jeong                       | Heo Jeong 허정 (1896–1988)                    | 27 april 1960 – 15 juni 1960        | Onafhankelijk                                     |            |                |
| [ 1 ]            | Kwak Sang-hoon                  | Kwak Sang-hoon 곽상훈 (1896–1980)             | 15 juni 1960 – 23 juni 1960         | Democratische Partij                              |            |                |
| [ 1 ]            | Heo Jeong                       | Heo Jeong 허정 (1896–1988)                    | 23 juni 1960 – 8 augustus 1960      | Onafhankelijk                                     |            |                |
| [ 1 ]            | Paek Nak-chun                   | Paek Nak-chun 백낙준 (1895–1985)              | 8 augustus 1960 – 12 augustus 1960  | Democratische Partij                              |            |                |
| Tweede Republiek |                                 |                                               |                                     |                                                   |            |                |
| Nr.              | President                       | President                                     | Ambtstermijn                        | Partij(en)                                        | Partij(en) | Verkiezing(en) |
| 2                | Yun Bo-seon                     | Yun Bo-seon 윤보선 (1897–1990)                | 12 augustus 1960 – 24 maart 1962    | Democratische Partij                              |            | 1960           |
| 2                | Yun Bo-seon                     | Yun Bo-seon 윤보선 (1897–1990)                | Afgetreden                          | Democratische Partij                              |            | 1960           |
| Derde Republiek  |                                 |                                               |                                     |                                                   |            |                |
| Nr.              | President                       | President                                     | Ambtstermijn                        | Partij(en)                                        | Partij(en) | Verkiezing(en) |
| 3                | Park Chung-hee                  | Park Chung-hee 박정희 (1917–1979)             | 24 maart 1962 – 26 oktober 1979     | Onafhankelijk (Militair)                          |            |                |
| 3                | Park Chung-hee                  | Park Chung-hee 박정희 (1917–1979)             | 24 maart 1962 – 26 oktober 1979     | Democratisch- Republikeinse Partij                |            | 1963           |
| 3                | Park Chung-hee                  | Park Chung-hee 박정희 (1917–1979)             | 24 maart 1962 – 26 oktober 1979     | Democratisch- Republikeinse Partij                | 1967       |                |
| 3                | Park Chung-hee                  | Park Chung-hee 박정희 (1917–1979)             | 24 maart 1962 – 26 oktober 1979     | Democratisch- Republikeinse Partij                | 1971       |                |
| 3                | Park Chung-hee                  | Park Chung-hee 박정희 (1917–1979)             | 24 maart 1962 – 26 oktober 1979     | Democratisch- Republikeinse Partij                | 1972       |                |
| 3                | Park Chung-hee                  | Park Chung-hee 박정희 (1917–1979)             | Vermoord                            | Democratisch- Republikeinse Partij                | 1978       |                |
| Vierde Republiek |                                 |                                               |                                     |                                                   |            |                |
| Nr.              | President                       | President                                     | Ambtstermijn                        | Partij(en)                                        | Partij(en) | Verkiezing(en) |
| 4                | Choe Gyuha                      | Choe Gyuha 최규하 (1919–2006)                 | 26 oktober 1979 – 16 augustus 1980  | Onafhankelijk                                     |            | 1979           |
| 4                | Choe Gyuha                      | Choe Gyuha 최규하 (1919–2006)                 | Afgetreden                          | Onafhankelijk                                     |            | 1979           |
| [ 4 ]            |                                 | Pak Choong-hoon 박충훈 (1919–2001)            | 15 augustus 1980 – 1 september 1980 | Onafhankelijk (Militair)                          |            |                |
| 5                | Chun Doo-hwan                   | Chun Doo-hwan 전두환 (1931–2021)              | 1 september 1980 – 25 februari 1981 | Democratische Rechtvaardigheidspartij             |            | 1980           |
| Vijfde Republiek |                                 |                                               |                                     |                                                   |            |                |
| Nr.              | President                       | President                                     | Ambtstermijn                        | Partij(en)                                        | Partij(en) | Verkiezing(en) |
| (5)              | Chun Doo-hwan                   | Chun Doo-hwan 전두환 (1931–2021)              | 25 februari 1981 – 25 februari 1988 | Democratische Rechtvaardigheidspartij             |            | 1981           |
| Zesde Republiek  |                                 |                                               |                                     |                                                   |            |                |
| Nr.              | Presidenten                     | Presidenten                                   | Ambtstermijn                        | Partij(en)                                        | Partij(en) | Verkiezing(en) |
| 6                | Roh Tae-woo                     | Roh Tae-woo 노태우 (1932–2021)                | 25 februari 1988 – 25 februari 1993 | Democratische Rechtvaardigheidspartij (1988–1990) |            | 1987           |
| 6                | Roh Tae-woo                     | Roh Tae-woo 노태우 (1932–2021)                | 25 februari 1988 – 25 februari 1993 | Democratische Liberale Partij (1990–1993)         |            | 1987           |
| 7                |                                 | Kim Young-sam 김영삼 (1927–2015)              | 25 februari 1993 – 25 februari 1998 | Democratische Liberale Partij (1993–1995)         |            | 1992           |
| 7                | Nieuwe Korea Partij (1995–1998) | Kim Young-sam 김영삼 (1927–2015)              | 25 februari 1993 – 25 februari 1998 |                                                   |            | 1992           |
| 8                | Kim Dae-jung                    | Kim Dae-jung 김대중 (1924–2009)               | 25 februari 1998 – 25 februari 2003 | Nationaal Congres (1998–2000)                     |            | 1997           |
| 8                | Kim Dae-jung                    | Kim Dae-jung 김대중 (1924–2009)               | 25 februari 1998 – 25 februari 2003 | Millennium Democratische Partij (2000–2003)       |            | 1997           |
| 9                | Roh Moo-hyun                    | Roh Moo-hyun 노무현 (1946–2009)               | 25 februari 2003 – 25 februari 2008 | Millennium Democratische Partij (2003)            |            | 2002           |
| 9                | Roh Moo-hyun                    | Roh Moo-hyun 노무현 (1946–2009)               | 25 februari 2003 – 25 februari 2008 | Uri-partij (2003–2007)                            |            | 2002           |
| 9                | Roh Moo-hyun                    | Roh Moo-hyun 노무현 (1946–2009)               | 25 februari 2003 – 25 februari 2008 | Onafhankelijk (2007–2008)                         |            | 2002           |
| 10               | Lee Myung-bak                   | Lee Myung-bak 이명박 (1941)                   | 25 februari 2008 – 25 februari 2013 | Grote Nationale Partij (2008–2012)                |            | 2007           |
| 10               | Lee Myung-bak                   | Lee Myung-bak 이명박 (1941)                   | 25 februari 2008 – 25 februari 2013 | Saenuri-partij (2012–2013)                        |            | 2007           |
| 11               | Park Geun-hye                   | Park Geun-hye 박근혜 (1952)                   | 25 februari 2013 – 10 maart 2017    | Saenuri-partij                                    |            | 2012           |
| 11               | Park Geun-hye                   | Afgezet na onderzoek fraude en machtsmisbruik |                                     | Saenuri-partij                                    |            | 2012           |
| [ 5 ]            | Hwang Kyo-ahn                   | Hwang Kyo-ahn 황교안 (1957)                   | 10 maart 2017 – 10 mei 2017         | Saenuri-partij                                    |            |                |
| 12               | Moon Jae-in                     | Moon Jae-in 문재인 (1953)                     | 10 mei 2017 – 10 mei 2022           | Democratische Partij                              |            | 2017           |
| 13               | Yoon Suk-yeol                   | Yoon Suk-yeol 윤석열 (1960)                   | 10 mei 2022 – 4 april 2025          | Gungminui-him-partij                              |            | 2022           |
| –                | Han Duck-soo                    | Han Duck-soo 한덕수 (1949)                    | 14 december 2024 – 27 december 2024 | Onafhankelijk                                     |            | –              |
| –                | Choi Sang-mok                   | Choi Sang-mok 최상목 (1963)                   | 27 december 2024 – 24 maart 2025    | Onafhankelijk                                     |            | –              |
| –                | Han Duck-soo                    | Han Duck-soo 한덕수 (1949)                    | 24 maart 2025 – 1 mei 2025          | Onafhankelijk                                     |            | –              |
| –                | Lee Ju-ho                       | Lee Ju-ho 이주호 (1961)                       | 2 mei 2025 – 4 juni 2025            | Onafhankelijk                                     |            | –              |
| 14               | Lee Jae-myung                   | Lee Jae-myung 이재명 (1963)                   | 4 juni 2025 – heden                 | Democratische Partij                              |            | 2025           |